# Río Martín
Río Martín (en árabe: مَرْتِيلْ‎, en lenguas bereberes: ⵎⴰⵔⵜⵉⵍ, en francés: Martil) es una localidad de Marruecos situada en la desembocadura del río del mismo nombre, a unos diez kilómetros al noreste de Tetuán, en la región de Tánger-Tetuán-Alhucemas. En el año 2014 tenía 64 355 habitantes (cifra del censo).

## Historia
El río fue navegable en la Antigüedad hasta la colonia romana de Tamuda, situada frente a la actual ciudad de Tetuán. Posteriormente, y hasta el siglo XVIII, Río Martín fue el principal puerto de Marruecos en el mar Mediterráneo, base de la actividad corsaria y del comercio con diferentes puertos extranjeros. El corso fue la causa de que el rey Enrique III de Reino de Castilla mandara una escuadra que destruyó el puerto y la ciudad de Tetuán en el siglo XV. Río Martín entró en decadencia con el crecimiento del puerto de Tánger, quedándose como puerto pesquero fundamentalmente.

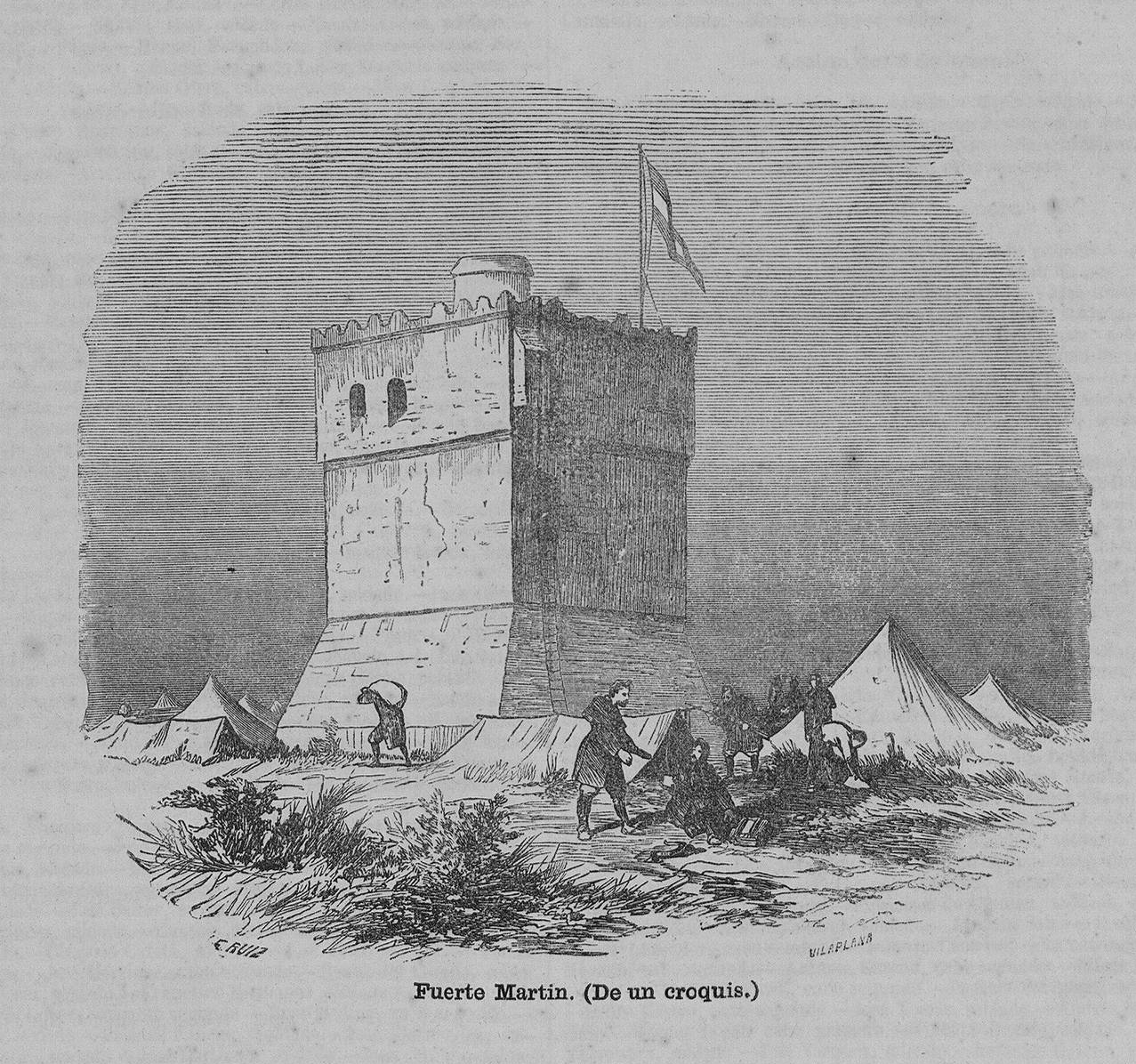
«Fuerte Martín». Grabado de Vilaplana de dibujo de Ruiz (Álbum de la guerra de África, 1860).

En 1860, tropas españolas tomaron el llamado Fuerte Martil, construcción defensiva que protegía la entrada del río, como paso previo a la toma de Tetuán. Durante el Protectorado Español en Marruecos, en Río Martín se estableció una guarnición militar permanente (1912) en cuyo entorno surgió una población de recreo para los habitantes de Tetuán, sobre todo los colonos y militares españoles. En 1913 se inauguró la línea férrea Río Martín-Tetuán, que hacía seis viajes diarios, transportando entre otras cosas pescado. En 1914 se diseñó la ciudad moderna, con un trazado en cuadrícula, una mezquita principal y una iglesia. Posteriormente se mejoró el diseño con una gran plaza circular y varios chalets de veraneo, y se acometieron también pequeñas reformas en el puerto.
En 1935, Río Martín tenía su propia junta municipal, dependiente del Ayuntamiento de Tetuán. En la década de 1940 el pueblo creció siguiendo la línea de playa, creándose nuevas casas, paseo marítimo, centro comercial e instalaciones de recreo. En 1946, se construyó la iglesia de la Inmaculada Concepción, de estilo barroco latinoamericano, hoy convertida en biblioteca universitaria.
Tras la independencia de Marruecos en 1956, Río Martín mantuvo su carácter de lugar de recreo para los habitantes de Tetuán, especializándose en el turismo marroquí de clase media, lo que ha multiplicado la construcción de chalets, instalaciones playeras, plazas de hotel y cámping, etc., haciendo crecer rápidamente la ciudad, que es una comuna urbana dependiente de Tetuán. Se convierte además en ciudad universitaria gracias a la construcción en las proximidades de la Facultad de Letras y Ciencias Humanas de la Universidad Abd al-Malik al-Saadi, además de la Facultad de Derecho a principios del siglo XXI. En la carretera que une Río Martín con Tetuán se construye también un polígono industrial dedicado fundamentalmente a la industria de la pesca y la cerámica, y a lo largo de esa misma carretera se encuentra también el pequeño aeropuerto de Tetuán.